# Pentaceratops
A Pentaceratops a hüllők (Reptilia) osztályának dinoszauruszok csoportjába, ezen belül a madármedencéjűek (Ornithischia) rendjébe és a Ceratopsidae családjába tartozó nem.

## Tudnivalók
A Pentaceratops egy Ceratopsia dinoszaurusz volt, amely a késő kréta korszak idején élt, Észak-Amerika területén. Magyarul a neve, „ötszarvú pofa”, bár az állatnak csak három szarva volt. A tévedés onnan ered, hogy a szeme alatt két csontos kinövés ül.
A Pentaceratops 75-73 millió évvel élt ezelőtt. Maradványainak többségét a Kirtland kőzetben találták meg. A lelőhely az új-mexikói San Juan medencében van. Ezen a helyen, más dinoszaurusz fajokat is találtak, melyek valószínűleg kortársak voltak a Pentaceratopsszal. Ezek a dinoszauruszok: Parasaurolophus cyrtocristatus, Prenocephale, Nodocephalosaurus és a ragadozó életmódú Daspletosaurus.
A Pentaceratops körülbelül 5,5–6 méter hosszú és 2,5 tonna tömegű lehetett.

## Felfedezése
Az első maradványokat Charles Hazelius Sternberg találta meg az új-mexikói San Juan medencében. Az első leírója Henry Fairfield Osborn volt, aki 1923-ban felfedezőjéről, C. H. Sternbergről nevezte el az új fajt. Így az állat neve Pentaceratops sternbergii lett. A Pentaceratops csontgallérja nagyobb volt, mint a Triceratopsé, és rajta két nagy üres hely volt, amelyek valószínűleg csökkentették a tömegét. 1930-ban, Carl Wiman egy másik fajt írt le, Pentaceratops fenestratus névvel, de később rájöttek, hogy a fenestratus valójában egy sternbergii. 2006-ban, Colorado államban is találtak Pentaceratops maradványokat.
A Pentaceratops arról híres, hogy neki van az össze szárazföldi gerinces között a legnagyobb koponyája. Az első felfedezett koponya és az 1941-ben felfedezett csontváz, Sam Noble Oklahoma Museum of Natural History-ban őrzik.

## Rendszerezése
A Ceratopsián belül, a Pentaceratops a Ceratopsinae alcsaládhoz tartozik és úgy néz ki, mintha közelebbi rokonságban állna az Anchiceratopsszal és a korai Chasmosaurusszal. Az is lehetséges, hogy rokon volt a Torosaurus ősével, amely néhány millió évvel később élt, amikor a Ceratopsia-fajok többsége már kihalt.

## Tápláléka
A Pentaceratops, mint minden Ceratopsia, növényevő volt. A kréta kor idején, a virágos növények még nem voltak elterjedve, ezért valószínű, hogy a Pentaceratops inkább páfrányokkal, cikászokkal és fenyőfélékkel táplálkozott. A táplálékból való harapáshoz, éles csőrszerű száját használta.